# 斯大林格勒 (游戏)
《斯大林格勒》（亦称「二次世界大战之斯大林格勒」），是俄罗斯公司DTF Games开发，1C Games 2004年在俄罗斯，BlackBean Games 2005年在欧洲发行的一款即时战术游戏，采用了在《闪电战》中使用的改良引擎，画面较前者精致。欧洲版共有英语、德语、法语、西班牙语和意大利语5个版本。

## 游戏简介
游戏以发生在1942年7月到1943年1月的斯大林格勒战役为背景，并且遵循历史，将曾经在斯大林格勒战役发生的重大事件融入到游戏任务中。游戏中，玩家可以选择苏军或德军一方，并有普通和容易两种难度供选择。玩家可指挥手下的士兵和装甲车进行战斗，也可以用火炮攻击敌军，还可以用工程车挖掘战壕然后让士兵进入，用修理车给受伤的装甲车辆修理。每个任务都有资料卡对历史事件进行简介，若玩家通过任务，还有可能被晋升或得到勋章。